# Rot-Weiss Essen 1995-1996
Questa voce raccoglie le informazioni riguardanti il Rot-Weiss Essen nelle competizioni ufficiali della stagione 1995-1996.

## Stagione
Nella stagione 1995-1996 il Rot Weiss Essen, allenato da Rudi Gores, concluse il campionato di Regionalliga ovest-sudovest al 2º posto. In Coppa di Germania il Rot Weiss Essen fu eliminato agli ottavi dal Bayer Leverkusen.

## Rosa
| N. |                     | Ruolo | Calciatore         |
| -- | ------------------- | ----- | ------------------ |
| 1  | Germania (bandiera) | P     | Alexander Ogrinc   |
| 2  | Germania (bandiera) | D     | Ingo Pickenäcker   |
| 3  | Germania (bandiera) | D     | Kristian Zedi      |
| 5  | Polonia (bandiera)  | C     | Waldemar Matysik   |
| 8  | Germania (bandiera) | C     | Christian Schreier |
| 9  | Germania (bandiera) | A     | Wolfram Klein      |
| 10 | Germania (bandiera) | A     | Jörg Beyel         |
| 12 | Germania (bandiera) | C     | Robert Ratkowski   |
| 13 | Germania (bandiera) | C     | Jürgen Margref     |
| 15 | Germania (bandiera) | C     | Dirk Helmig        |
| 17 | Germania (bandiera) | A     | Oliver Grein       |

| N. |                     | Ruolo | Calciatore        |
| -- | ------------------- | ----- | ----------------- |
| 20 | Germania (bandiera) | P     | Marc Petrick      |
|    | Germania (bandiera) | D     | Helmut Gabriel    |
|    | Germania (bandiera) | D     | Robert Gawel      |
|    | Germania (bandiera) | D     | Roman Geszlecht   |
|    | Germania (bandiera) | D     | Willi Landgraf    |
|    | Germania (bandiera) | C     | Christian Dondera |
|    | Germania (bandiera) | C     | Michael Galatidis |
|    | Germania (bandiera) | C     | Alois Schwartz    |
|    | Germania (bandiera) | A     | Mike Pribyla      |
|    | Germania (bandiera) | A     | Stefan Thiele     |
|    | Germania (bandiera) | A     | Markus Wuckel     |

## Organigramma societario
Area tecnica
- Allenatore: Rudi Gores
- Allenatore in seconda:
- Preparatore dei portieri:
- Preparatori atletici:
- Analisi video:

## Calciomercato

### Sessione estiva
| Acquisti | Acquisti         | Acquisti          | Acquisti |
| R.       | Nome             | da                | Modalità |
| -------- | ---------------- | ----------------- | -------- |
| C        | Waldemar Matysik | VfB Wissen        |          |
| A        | Jörg Beyel       | Wattenscheid 09   |          |
| C        | Alois Schwartz   | Duisburg          |          |
| A        | Markus Wuckel    | Arminia Bielefeld |          |

| Cessioni | Cessioni       | Cessioni           | Cessioni |
| R.       | Nome           | a                  | Modalità |
| -------- | -------------- | ------------------ | -------- |
| D        | Mathias Jack   | Bochum             |          |
| C        | Harald Kügler  | Schwarz-Weiß Essen |          |
| C        | Thomas Pröpper | Wuppertal          |          |
| C        | Adrian Spyrka  | Wattenscheid 09    |          |
| P        | Zoran Zeljko   | Magonza            |          |

### Sessione invernale
| Acquisti | Acquisti | Acquisti | Acquisti |
| R.       | Nome     | da       | Modalità |
| -------- | -------- | -------- | -------- |

| Cessioni | Cessioni       | Cessioni | Cessioni |
| R.       | Nome           | a        | Modalità |
| -------- | -------------- | -------- | -------- |
| A        | Jürgen Wegmann | Magonza  |          |

## Risultati

### Regionalliga ovest-sudovest

#### Girone di andata
| Arbitro: | Krug |

|           |           |  |
| Klein 63’ | Marcatori |  |

| Arbitro: | Gettke |

|          |           |            |
| Sturm 8’ | Marcatori | 35’ Wuckel |

| Essen 6 agosto 1995, ore 15:00 CEST 3ª giornata | Rot-Weiss Essen | 0 – 0 referto | Verl | Georg-Melches-Stadion (8 044 spett.)\| Arbitro: \| Hotop \| |
| Arbitro:                                        | Hotop           |               |      |                                                             |

| Arbitro: | Schräer |

|  |           |           |
|  | Marcatori | 54’ Klein |

| Arbitro: | Kestermann |

|                                           |           |                |
| Klein 32’ Helmig 45’ Wuckel 54’ Grein 80’ | Marcatori | 67’ Büyükünsal |

| Arbitro: | Webers |

|            |           |                        |
| Holick 84’ | Marcatori | 34’ Schreier 71’ Klein |

| 27 agosto 1995 7ª giornata |  | – turno di riposo |  |  |

| Arbitro: | Engler |

|                        |           |  |
| Schreier 26’ Klein 66’ | Marcatori |  |

| Arbitro: | Friedrichs |

|  |           |                               |
|  | Marcatori | 55’ Zedi 66’ Klein 88’ Wuckel |

| Arbitro: | Domurat |

|            |           |  |
| Wuckel 38’ | Marcatori |  |

| Arbitro: | Leimert |

|                 |           |            |
| Serr 57’ (rig.) | Marcatori | 18’ Wuckel |

| Arbitro: | Müller |

|                                   |           |                                                                     |
| Beyel 27’ Landgraf 69’ Helmig 76’ | Marcatori | 14’ Tschiedel 55’, 90’ Bonan 63’ Meyer 72’ van der Ven 89’ Ekmeščić |

| Arbitro: | Merk |

|  |           |                                    |
|  | Marcatori | 43’ Landgraf 50’ Beyel 61’ Dondera |

| Arbitro: | Jonsson |

|                        |           |              |
| Margref 51’ Helmig 79’ | Marcatori | 67’ Burkhart |

| Arbitro: | Clemens |

|                    |           |                        |
| Riedl 48’ Weis 73’ | Marcatori | 52’ Beyel 65’ Schwartz |

| Arbitro: | Schäfer |

|                |           |              |
| Klein 69’, 84’ | Marcatori | 22’ Plechaty |

| Arbitro: | Hotop |

|               |           |  |
| Melunovic 78’ | Marcatori |  |

| Essen 19 novembre 1995, ore 15:00 CET 18ª giornata | Rot-Weiss Essen | 0 – 0 referto | Bocholt | Georg-Melches-Stadion (6 873 spett.)\| Arbitro: \| Henes \| |
| Arbitro:                                           | Henes           |               |         |                                                             |

| Arbitro: | Berg |

|  |           |                       |
|  | Marcatori | 7’ Schwartz 80’ Beyel |

#### Girone di ritorno
| Arbitro: | Werthmann |

|              |           |                          |
| Feinbier 90’ | Marcatori | 26’ Wuckel 35’ Ratkowski |

| Arbitro: | Funken |

|           |           |              |
| Klein 27’ | Marcatori | 59’ Breitzke |

| Arbitro: | Zumkier |

|                                                 |           |                  |
| Baziuk 17’ Gebhardt 40’ Scharpenberg 57’ (rig.) | Marcatori | 89’ (rig.) Grein |

| Essen 1º maggio 1996, ore 15:00 CEST 23ª giornata | Rot-Weiss Essen | 0 – 0 referto | RW Oberhausen | Georg-Melches-Stadion (12 105 spett.)\| Arbitro: \| Jonsson \| |
| Arbitro:                                          | Jonsson         |               |               |                                                                |

| Arbitro: | Gettke |

|  |           |                                          |
|  | Marcatori | 11’ Beyel 14’, 37’, 55’ Klein 85’ Helmig |

| Arbitro: | Berg |

|  |           |            |
|  | Marcatori | 71’ Holick |

| 10 marzo 1996 26ª giornata |  | – turno di riposo |  |  |

| Arbitro: | Leimert |

|             |           |                                |
| Thömmes 45’ | Marcatori | 58’ Klein 66’ Beyel 74’ Wuckel |

| Arbitro: | Krug |

|              |           |  |
| Landgraf 32’ | Marcatori |  |

| Arbitro: | Schütz |

|                 |           |           |
| Quirin 76’, 78’ | Marcatori | 74’ Klein |

| Essen 8 aprile 1996, ore 18:00 CEST 30ª giornata | Rot-Weiss Essen | 0 – 0 referto | Preußen Münster | Georg-Melches-Stadion (7 566 spett.)\| Arbitro: \| Hotop \| |
| Arbitro:                                         | Hotop           |               |                 |                                                             |

| Arbitro: | Funken |

|                           |           |  |
| Bonan 55’ van der Ven 74’ | Marcatori |  |

| Arbitro: | Müller |

|                           |           |               |
| Beyel 7’, 90’ Gabriel 14’ | Marcatori | 15’ Kornmaier |

| Arbitro: | Hülsenbeck |

|  |           |                       |
|  | Marcatori | 50’ Beyel 65’ Dondera |

| Arbitro: | Insam |

|                                        |           |                         |
| Dondera 19’ Gabriel 40’ Beyel 70’, 74’ | Marcatori | 24’ Dengel 85’ Hildmann |

| Arbitro: | Haupt |

|  |           |             |
|  | Marcatori | 24’ Dondera |

| Arbitro: | Domurat |

|                              |           |  |
| Zedi 36’ Schreier 69’ (rig.) | Marcatori |  |

| Arbitro: | Casper |

|  |           |                          |
|  | Marcatori | 7’ Klein 63’, 77’ Helmig |

| Arbitro: | Engler |

|              |           |                             |
| Schreier 34’ | Marcatori | 48’ Adriano 59’ Poppowitsch |

### Coppa di Germania
| Arbitro: | Wagner |

|                |           |  |
| Wuckel 7’, 49’ | Marcatori |  |

| Arbitro: | Fleske |

|           |           |                                |
| Gerth 54’ | Marcatori | 12’ Helmig 41’, 48’, 89’ Klein |

| Arbitro: | Buchhart |

|                                  |                      |                                             |
| Helmig 42’, 76’ Dondera 57’, 74’ | Marcatori            | 36’ Feldhoff 48’ Sérgio 63’ Fach 73’ Völler |
| Helmig Schreier Thiele           | Tiri di rigore 1 – 4 | Lupescu Neuendorf Menezes Schuster          |

## Statistiche

### Statistiche di squadra
| Competizione                | Punti | In casa | In casa | In casa | In casa | In casa | In casa | In trasferta | In trasferta | In trasferta | In trasferta | In trasferta | In trasferta | Totale | Totale | Totale | Totale | Totale | Totale | DR  |
| Competizione                | Punti | G       | V       | N       | P       | Gf      | Gs      | G            | V            | N            | P            | Gf           | Gs           | G      | V      | N      | P      | Gf     | Gs     | DR  |
| --------------------------- | ----- | ------- | ------- | ------- | ------- | ------- | ------- | ------------ | ------------ | ------------ | ------------ | ------------ | ------------ | ------ | ------ | ------ | ------ | ------ | ------ | --- |
| Regionalliga ovest-sudovest | 71    | 18      | 10      | 5       | 3       | 27      | 16      | 18           | 11           | 3            | 4            | 33           | 15           | 36     | 21     | 8      | 7      | 60     | 31     | +29 |
| Coppa di Germania           | -     | 2       | 1       | 1       | 0       | 6       | 4       | 1            | 1            | 0            | 0            | 4            | 1            | 3      | 2      | 1      | 0      | 10     | 5      | +5  |
| Totale                      | 71    | 20      | 11      | 6       | 3       | 33      | 20      | 19           | 12           | 3            | 4            | 37           | 16           | 39     | 23     | 9      | 7      | 70     | 36     | +34 |

### Andamento in campionato
| Giornata  | 1 | 2 | 3 | 4 | 5 | 6 | 7 | 8 | 9 | 10 | 11 | 12 | 13 | 14 | 15 | 16 | 17 | 18 | 19 | 20 | 21 | 22 | 23 | 24 | 25 | 26 | 27 | 28 | 29 | 30 | 31 | 32 | 33 | 34 | 35 | 36 | 37 | 38 |
| --------- | - | - | - | - | - | - | - | - | - | -- | -- | -- | -- | -- | -- | -- | -- | -- | -- | -- | -- | -- | -- | -- | -- | -- | -- | -- | -- | -- | -- | -- | -- | -- | -- | -- | -- | -- |
| Luogo     | C | T | C | T | C | T |   | C | T | C  | T  | C  | T  | C  | T  | C  | T  | C  | T  | T  | C  | T  | C  | T  | C  |    | T  | C  | T  | C  | T  | C  | T  | C  | T  | C  | T  | C  |
| Risultato | V | N | N | V | V | V |   | V | V | V  | N  | P  | V  | V  | N  | V  | P  | N  | V  | V  | N  | P  | N  | V  | P  |    | V  | V  | P  | N  | P  | V  | V  | V  | V  | V  | V  | P  |
| Posizione | 6 | 6 | 5 | 3 | 2 | 2 | 2 | 2 | 2 | 2  | 2  | 2  | 2  | 2  | 2  | 2  | 2  | 3  | 2  | 2  | 2  | 2  | 2  | 2  | 2  | 3  | 2  | 2  | 3  | 4  | 4  | 4  | 2  | 2  | 2  | 2  | 2  | 2  |

Legenda:

Luogo: C = Casa; T = Trasferta. Risultato: V = Vittoria; N = Pareggio; P = Sconfitta.

### Statistiche dei giocatori
| Giocatore      | Regionalliga | Regionalliga | Regionalliga | Regionalliga | Coppa di Germania | Coppa di Germania | Coppa di Germania | Coppa di Germania | Totale   | Totale | Totale      | Totale     |
| Giocatore      | Presenze     | Reti         | Ammonizioni  | Espulsioni   | Presenze          | Reti              | Ammonizioni       | Espulsioni        | Presenze | Reti   | Ammonizioni | Espulsioni |
| -------------- | ------------ | ------------ | ------------ | ------------ | ----------------- | ----------------- | ----------------- | ----------------- | -------- | ------ | ----------- | ---------- |
| J. Beyel       | 24           | 11           | 1            | 1            | 1                 | 0                 | 1                 | 0                 | 25       | 11     | 2           | 1          |
| C. Dondera     | 31           | 4            | 0            | 0            | 2                 | 2                 | 0                 | 0                 | 33       | 6      | 0           | 0          |
| H. Gabriel     | 18           | 2            | 3            | 0            | 0                 | 0                 | 0                 | 0                 | 18       | 2      | 3           | 0          |
| M. Galatidis   | 2            | 0            | 0            | 0            | 0                 | 0                 | 0                 | 0                 | 2        | 0      | 0           | 0          |
| R. Gawel       | 2            | 0            | 0            | 0            | 0                 | 0                 | 0                 | 0                 | 2        | 0      | 0           | 0          |
| R. Geszlecht   | 0            | 0            | 0            | 0            | 0                 | 0                 | 0                 | 0                 | 0        | 0      | 0           | 0          |
| O. Grein       | 25           | 2            | 1            | 1            | 2                 | 0                 | 0                 | 0                 | 27       | 2      | 1           | 1          |
| D. Helmig      | 35           | 6            | 4            | 0            | 3                 | 3                 | 1                 | 0                 | 38       | 9      | 5           | 0          |
| W. Klein       | 32           | 15           | 5            | 1            | 2                 | 3                 | 0                 | 0                 | 34       | 18     | 5           | 1          |
| W. Landgraf    | 34           | 3            | 13           | 1            | 3                 | 0                 | 2                 | 0                 | 37       | 3      | 15          | 1          |
| J. Margref     | 35           | 1            | 7            | 0            | 3                 | 0                 | 1                 | 0                 | 38       | 1      | 8           | 0          |
| W. Matysik     | 18           | 0            | 0            | 2            | 0                 | 0                 | 0                 | 0                 | 18       | 0      | 0           | 2          |
| A. Ogrinc      | 16           | 0            | 1            | 0            | 0                 | 0                 | 0                 | 0                 | 16       | 0      | 1           | 0          |
| M. Petrick     | 20           | 0            | 0            | 0            | 3                 | 0                 | 0                 | 0                 | 23       | 0      | 0           | 0          |
| I. Pickenäcker | 28           | 0            | 10           | 1            | 3                 | 0                 | 1                 | 0                 | 31       | 0      | 11          | 1          |
| M. Pribyla     | 1            | 0            | 0            | 0            | 0                 | 0                 | 0                 | 0                 | 1        | 0      | 0           | 0          |
| R. Ratkowski   | 20           | 1            | 6            | 1            | 3                 | 0                 | 0                 | 0                 | 23       | 1      | 6           | 1          |
| C. Schreier    | 31           | 4            | 9            | 0            | 3                 | 0                 | 1                 | 0                 | 34       | 4      | 10          | 0          |
| A. Schwartz    | 36           | 2            | 10           | 1            | 3                 | 0                 | 1                 | 0                 | 39       | 2      | 11          | 1          |
| S. Thiele      | 21           | 0            | 1            | 0            | 3                 | 0                 | 0                 | 0                 | 24       | 0      | 1           | 0          |
| J. Wegmann     | 0            | 0            | 0            | 0            | 1                 | 0                 | 0                 | 0                 | 1        | 0      | 0           | 0          |
| M. Wuckel      | 24           | 7            | 1            | 0            | 3                 | 2                 | 0                 | 0                 | 27       | 9      | 1           | 0          |
| K. Zedi        | 35           | 2            | 2            | 0            | 3                 | 0                 | 0                 | 0                 | 38       | 2      | 2           | 0          |